# آنریل (بازی ویدئویی ۱۹۹۸)
آنریل (به انگلیسی: Unreal) یک بازی ویدئویی به سبک تیراندازی اول شخص است که با همکاری اپیک مگاگیمز و دیجیتال اکستریمز توسعه یافته و به‌وسیلهٔ جی‌تی اینتراکتیو در ۲۲ مه ۱۹۹۸ برای سیستم‌عامل مایکروسافت ویندوز منتشر شده‌است. نسخهٔ مک اواس نیز به موازات نسخه ویندوز عرضه شد. این عنوان توسط آنریل انجین، موتور بازی اصلی طراحی شده‌است. فروش این بازی تا سال ۲۰۰۲ به ۱.۵ میلیون نسخه رسید.
از زمان انتشار آنریل، این فرنچایز دارای یک دنباله و دو مجموعه متفاوت بر اساس دنیای آنریل بوده‌است. یک بسته جایزه رسمی، بستهٔ نقشه فیوژنی منتشر شده توسط اپیک را می‌توان به صورت رایگان بارگیری کرد. بسته مأموریت آنریل: بازگشت به ناپالی که توسط لجند انترتینمنت توسعه یافته بود، در ژوئن ۱۹۹۹ عرضه شد، و ۱۷ مأموریت جدید به حالت کارزار تک‌نفره آنریل اضافه نمود.

## خلاصه داستان
بازیکن نقش زندانی شماره ۸۴۹ را ایفا می‌کند که در کشتی زندانیان وورتکس رایکرز به دام افتاده است. در طول انتقال به یک زندان مستقر روی ماه، کشتی به سمت یک سیاره ناشناخته منحرف شده و قبل از رسیدن به مقصد، روی لبه یک دره در سیاره نا پالی سقوط می‌کند.
سیاره نا پالی خانه نالی‌هاست، یک قبیله ابتدایی از انسان‌نماهای چهاربازو. این سیاره و ساکنانش توسط اسکارج‌ها تحت سلطه درآمده‌اند؛ یک نژاد خزنده انسان‌نما که با وجود وحشی‌گری، از فناوری پیشرفته‌ای برخوردارند. اسکارج‌ها علاوه بر نیروهای خود، از موجودات مهندسی ژنتیکی به نام بروت‌ها و یک نژاد جنگجوی برده به نام کرال‌ها نیز استفاده می‌کنند.
پس از سقوط کشتی، نیروهای اسکارج به وورتکس رایکرز حمله کرده و تمام بازماندگان را به قتل می‌رسانند، به جز زندانی ۸۴۹ که موفق می‌شود یک سلاح پیدا کرده و از کشتی فرار کند.